# Karlstadt
Karlstadt (pronunciación en alemán: /ˈkaʁlʃtat/ⓘ) es una ciudad situada en el distrito de Meno-Spessart, en el estado federado de Baviera (Alemania), con una población a finales de 2016 de unos 14 885 habitantes.
Se encuentra ubicada al noroeste del estado, en la región de Baja Franconia, a la orilla del río Meno —un afluente derecho del Rin— y de la frontera con el estado de Hesse.
En esta ciudad nació, en 1486, el reformador alemán Andreas Rudolph Bodenstein, más conocido como Andreas Karlstadt.